# Aeroportul Tokachi-Obihiro
Aeroportul Tokachi-Obihiro (IATA: OBO, ICAO: RJCB) este un aeroport din Prefectura Hokkaidō, Japonia ce deservește zona Obihiro. Aeroportul a fost tranzitat în decembrie 2020 de 20.103 pasageri. A fost deschis în martie 1981 și numit după zona deservită.
Situat la o altitudine de 149 m, aeroportul dispune de o singură pistă.